# Gudugarreta
Gudugarreta es un antiguo municipio de la provincia de Guipúzcoa, País Vasco (España), actualmente integrado como barrio del municipio de Beasáin.
Gudugarreta es actualmente un barrio rural de Beasáin, de poca importancia. Está situado al oeste del casco urbano de Beasáin, siguiendo el curso del arroyo Estanda; en las faldas del monte Murumendi y en las cercanías de la entrada del valle de Arriarán. La población del barrio es de unos 30 habitantes y existe un polígono industrial ubicado en terrenos de Gudugarreta, cerca del propio barrio.

## Historia
A pesar de su pequeño tamaño y pese a no contar con iglesia propia, fue una villa independiente entre 1615 y 1882. Con anterioridad había pertenecido a la jurisdicción de la villa de Segura. 
En 1840 intentó sin éxito unirse a Beasáin, localidad mucho más importante y situada a dos kilómetros de distancia, ya que por su escasa población Gudugarreta no era viable como municipio.
Según el censo de 1860, la villa tenía una población de 91 habitantes. Aparece descrito en el Diccionario histórico-geográfico-descriptivo de los pueblos, valles, partidos, alcaldías y uniones de Guipúzcoa (1862) de Pablo de Gorosábel con las siguientes palabras:

GUDUGARRETA: villa del partido judicial de Azpeitia, union de Areria, arciprestazgo mayor, antiguo obispado de Pamplona. Se halla situada cerca de la carretera general, parte en cuesta y el resto en llano, en la falda del monte de Murumendi, á los 1 gr. 28 min. 40 seg. de longitud oriental, 43 gr. 4 min. 34 seg. de latitud septentrional; y confina por oriente, sur y norte con la villa de Beasain, por poniente con el concejo de Arriarán. La población se reduce á nueve caseríos de labranza esparcidos en su término, con una casa concejil, que sirve de posada; cuyo vecindario en el censo del año de 1860 ascendió á 91 habitantes. No tiene iglesia parroquial propia; por cuya razon estos tienen que asistir á la de Arriarán á oir misa y á cumplir con Pascua cada año. El concejo de Gudugarreta se agregó á la vecindad de la villa de Segura á una con el de Astigarreta mediante escritura de concordia celebrada á 23 de marzo de 1384; cuyo convenio fué confirmado por el rey D. Juan I en Avila á 2 de febrero de 1387 y por D. Enrique III en Madrid á 19 de diciembre de 1393. A pesar de esta sumision, Gudugarreta conservó sus términos propios, sus montes, y su administracion económica particular; reduciéndose su gobierno local á un jurado, cuya eleccion tambien se reservó. Despues de haber subsistido en tal estado, este pueblo arrastrado por otros de la dependencia de Segura promovió en el año de 1614 su separacion, y la consiguió en el siguiente con el título de villa de por sí y el ejercicio de la jurisdiccion civil y criminal, mero y mixto imperio. Por esta merced tuvo que contribuir á la real hacienda juntamente con Astigarreta, que tambien se eximió entonces, la suma de 18336 reales, proporcionada al número de vecinos que se les amputaron. Gudugarreta entró en el año de 1637 en la union llamada de Cegama, para la asistencia á las juntas generales y particulares de la provincia; y en ella se conservó hasta el de 1679, en que se agregó á la alcaldía mayor de Areria, de la cual es uno de sus miembros desde entonces. En el régimen anterior su ayutamiento se componía de un alcalde y tres regidores. Esta villa tiene el título de noble y leal desde la época de su exencion y las demás prerogativas de las restantes de la provincia. Sin embargo, en el año de 1840 promovió su anexión á la villa de Beasain con rebaja de dos fuegos de los cuatro en que está encabezada para los repartimientos provinciales; pero las juntas generales de Segura de 1841 desecharon su pretension. Hijo de la casa de apellido de esta villa fué D. Francisco de Múgica, arcediano que fué de la Santa iglesia de Toledo y despues cardenal de la de Roma del título de Santa Cruz de Jerusalen.
(Gorosábel, 1862, pp. 200-201)

Finalmente, en 1882 se unión a a Beasáin.

## Demografía
| Gráfica de evolución demográfica de Gudugarreta entre 1842 y 1877 |
| |
| Población de derecho según los censos de población del INE Población de hecho según los censos de población del INEEntre el censo de 1887 y el anterior, este municipio desaparece porque se integra en el municipio Beasáin |